# Волошенко, Михаил Фёдорович
Михаил Фёдорович Волошенко (25 апреля 1924, с. Камышевка, Курская губерния — 14 апреля 1945, близ Кюстрина) — участник Великой Отечественной войны, командир отделения 838-го стрелкового полка 237-й стрелковой дивизии 40-й армии Воронежского фронта, сержант. Герой Советского Союза.

## Биография
Родился в 1924 году в с. Камышевка (ныне — в составе Призначенского сельского поселения, Прохоровский район, Белгородская область) в семье крестьянина. Русский. Детство и юность прошли в родном селе. Получил образование 4 класса.
В Красной Армии с 1943 года. В действующей армии — также с этого года. Командир отделения 838-го стрелкового полка сержант Михаил Волошенко 25 сентября 1943 года в районе с. Гребени (Кагарлыкский район Киевской области) одним из первых форсировал Днепр. В составе группы захватил плацдарм на правом берегу реки и прочно удерживал его, отразив многочисленные контратаки противника.
Командир отделения 1054-го стрелкового полка 301-й стрелковой дивизии старший сержант Волошенко погиб 14 апреля 1945 года у станции Гольцов. Похоронен на воинском кладбище в г. Костшин-над-Одрой (Польша).

## Награды
- Звание Героя Советского Союза присвоено 23 октября 1943 года.
- Награждён орденом Ленина.